# إسحاق مبينزا
إسحاق مبينزا (8 مارس 1996 بسان دوني في فرنسا - ) هو لاعب كرة قدم بلجيكي في مركز الهجوم. شارك مع منتخب بلجيكا تحت 17 سنة لكرة القدم ومنتخب بلجيكا تحت 19 سنة لكرة القدم. أما مع النوادي، فقد لعب مع نادي فالينسيان.

## روابط خارجية
- إسحاق مبينزا على موقع الاتحاد الأوربي (الإنجليزية)
- إسحاق مبينزا على موقع الاتحاد البلجيكي (الإنجليزية)
- إسحاق مبينزا على موقع قاعدة بيانات كرة القدم.إي يو (الإنجليزية)
- إسحاق مبينزا على موقع Soccerbase.com (لاعب) (الإنجليزية)
- إسحاق مبينزا على موقع Soccerway.com (الإنجليزية)
- إسحاق مبينزا على موقع عالم كرة القدم.نت (الإنجليزية)
- إسحاق مبينزا على موقع AS.com (الإسبانية)